# Mercado de arte Maorí
El Mercado de arte Maorí (en inglés: Māori Art Market) es un evento inspirado en el Mercado Indio de Santa Fe. El evento financiado con fondos públicos cuenta con exposiciones de arte, venta de arte, demostraciones de arte en vivo, tales como la talla de madera y tatuajes, así como presentaciones y clases magistrales. La atención se centra en las artes tradicionales maoríes y los profesionales de las artes tradicionales de los maoríes. También son representativos de otros pueblos indígenas, principalmente en los intercambios bilaterales.
La génesis del mercado fue en los Estudios Fulbright de Darcy Nicolás en 1984, que propuso la idea de Ihakara Puketapu, Profesor del Departamento de Asuntos Maoríes y Glen Wiggs del Consejo de Artesanía de Nueva Zelanda.
Los mercados también están vinculados al proyecto de 2010 del Mercado Mundial de Arte ( WAM! ), celebrado en Canadá. Los acontecimientos son pagados por Toi Māori Aotearoa, un fondo del gobierno para la promoción de las artes maoríes.
El primer mercado de arte maorí se celebró en 2007 en el TSB Arena, Wellington. El segundo mercado se celebró en Te Rauparaha Arena, en la ciudad de Porirua.
El tercero se celebró del 6 al 9 de octubre de 2011 en Te Rauparaha Arena, Porirua. Es parte de una serie de eventos vinculados a la Copa del Mundo de Rugby de 2011.